# Liste der Stolpersteine in Hamburg-Iserbrook
Die Liste der Stolpersteine in Hamburg-Iserbrook enthält alle Stolpersteine, die im Rahmen des gleichnamigen Kunst-Projekts von Gunter Demnig in Hamburg-Iserbrook verlegt wurden. Mit ihnen soll Opfern des Nationalsozialismus gedacht werden, die in Hamburg-Iserbrook lebten und wirkten.
Diese Seite ist Teil der Liste der Stolpersteine in Hamburg, da diese mit insgesamt 7139 (Stand: März 2025) Steinen zu groß würde und deshalb je Stadtteil, in dem Steine verlegt wurden, eine eigene Seite angelegt wurde.
| Adresse                 | Person(en)       | Inschrift | Bilder | Anmerkung                            |
| ----------------------- | ---------------- | --- | ------ | ------------------------------------ |
| Bockhorst 52 ·          | Moritz Rosenblum | Hier wohnte Moritz Rosenblum Jg. 1876 deportiert 1942 ermordet 2.3.1944 Theresienstadt                                                                                  |        | Eintrag auf stolpersteine-hamburg.de |
| Simrockstraße 143–151 · | Kurt Garbarini   | Hier wohnte Kurt Garbarini Jg. 1913 im Widerstand Flucht 1933 Belgien 1937 Int. Brigaden verhaftet 11.11.1941 Gefängnis Berlin-Moabit hingerichtet 21.4.1943 Plötzensee |        | Eintrag auf stolpersteine-hamburg.de |